# Plava šumarica
Jetrenka (plava šumarica, lat. Hepatica nobilis), zeljasta trajnica iz porodice žabnjakovki. Pripada rodu šumarica jetrenka (Hepatica), a zbog svog plavog cvijeta, poznata je i kao plava šumarica.
Uspravne je dlakave stabljike, naraste do 15 centimetara visine, a raste pojedinačno ili u manjim skupinama. Raširena je po dijelovima Europe (uključujući i Hrvatsku), Azije i Sjeverne Amerike. Danas zbog gubitka staništa i ljudi koji je beru zbog cvjetova, svrstana u kategoriju osjetljivih vrsta i zaštićena je.
U prošlosti su njezini cvjetovi i listovi u narodnoj medicini služili za liječenje bronhitisa i problema s jetrom.
- H. nobilis, južna Finska
- H. nobilis
- H. nobilis
- H. nobilis